# 錢德勒 (明尼蘇達州)
錢德勒（英語：Chandler）是一個位於美國明尼蘇達州莫雷縣的城市。

## 歷史
錢德勒的郵局自1886年營運至今。此地得名自鐵路公司老闆約翰·阿朗佐·錢德勒（John Alonzo Chandler）。

## 人口
根據2020年美國人口普查的數據，錢德勒的面積為2.05平方千米，皆為陸地。當地共有人口279人，而人口密度為每平方千米136人。